# Ann Rork
Pour les articles homonymes, voir Rork (homonymie).
Ann Rork, née Helen Ann Rork Light le 12 juin 1908, morte le 23 janvier 1988, est une actrice américaine.

## Biographie
Helen Ann Rork est née le 12 juin 1908, à Darien (Connecticut),. Son père, Sam E. Rork, était producteur à la First National Pictures, et sa mère était Helen Welch,. L'acteur Will Rogers était son parrain.
Elle a joué dans des films tels que The Blonde Saint et Old Loves and New en 1926, suivis par The Notorious Lady, A Texas Steer et The Prince of Headwaiters en 1927. Ses partenaires masculins étaient Will Rogers et Rudolph Valentino.
Elle a été mariée à cinq reprises. Son premier mari était J. Paul Getty, un industriel milliardaire de San Francisco, de 1932 à 1935,. Ils ont eu deux fils: John Paul Getty, Jr. et Gordon Getty. De son fils aîné, John, elle a eu un petit-fils, John Paul Getty III, qui a fait l'objet d'un enlèvement dans les années 1970.
Elle meurt à l'hôpital de Nashville au Tennessee à l'âge de 79 ans, et est enterrée à Palm Beach en Floride.

## Filmographie
- 1926 : The Blonde Saint de Svend Gade
- 1926 : Le Cavalier des sables (Old Loves and New) de Maurice Tourneur
- 1927 :  The Notorious Lady de King Baggot
- 1927 :  A Texas Steer de Richard Wallace
- 1927 :  The Prince of Headwaiters de John Francis Dillon